# Leskhoz (Rostov)
|  | Per a altres significats, vegeu «Leskhoz». |

Leskhoz (en rus: Лесхоз) és un poble (un khútor) de l'óblast de Rostov, a Rússia, segons el cens rus del 2010 tenia 18 habitants. Pertany al districte de Zernograd.